# موريس باركر
موريس باركر (4 فبراير 1917 في المملكة المتحدة - 6 سبتمبر 2000 في المملكة المتحدة) (بالإنجليزية: Maurice Barker)‏ هو لاعب كريكت بريطاني (وحمل سابقاً جنسية المملكة المتحدة لبريطانيا العظمى وأيرلندا). لعب مع نادي وارويكشاير للكريكيت ‏.